# 최천
최천(崔天, 1900년 8월 16일 경남 통영 ~ 1967년 10월 16일)은 대한민국 경찰 출신의 정치인으로 제3·4·5대 국회의원을 지냈다. 

## 학력
- 대한민국 국방대학교 행정학사 8기(1963년)

## 약력
- 동아일보 통영지국장
- 신간회 통영지부장
- 인천경찰서 서장
- 제주도 경찰국장
- 경상남도 경찰국장
- 민주국민당 중앙위원
- 민주당 경상남도 충무시당 위원장

## 역대 선거 결과
|  | 11.32% |

|  | 32.94% |

|  | 42.96% |

|  | 34.69% |

|  | 0.89% |

## 참고 자료
- 최천 - 대한민국헌정회